# Loose (album av Nelly Furtado)
Loose är den kanadensiska sångerskan Nelly Furtados tredje studioalbum, släppt den 9 juni 2006.

## Framgång
Loose producerades till största del av Timbaland. Det har sålt över 8 miljoner exemplar.[källa behövs] I Sverige sålde det ca 30 000 exemplar och certifierades guld.[källa behövs] Den första singeln i Sverige var "Maneater". Den andra "Promiscuous" var inte lika framgångsrik i Sverige som "Maneater". Den tredje singeln "All Good Things (Come To An End)" och den fjärde "Say It Right" sålde bättre.[källa behövs]

## Låtförteckning
1. Afraid – 3:35
2. Maneater – 4:19
3. Promiscuous – 4:08
4. Glow – 4:02
5. Showtime – 4:15
6. No Hay Igual  – 3:46
7. Te Busqué – 3:39
8. Say It Right – 3:42
9. Do It – 3:41
10. In God's Hands – 4:54
11. Wait For You – 5:52
12. All Good Things (Come To An End) – 5:11
13. What I Wanted - 4:37 (Japanska utgåvan)
14. Let My Hair Down - 3:38 (Limited edition)
15. Somebody To Love - 4:46 (Limited edition)

### Andra versioner
- 2007 - Loose: International Tour Edition
- 2007 - Loose: Limited Summer Edition